# أندريه روبرت ليفي
أندريه روبرت ليفي (بالفرنسية: André Robert Lévy)‏ هو طيار بطل فرنسي، ولد في 6 يونيو 1893 في باريس في فرنسا، وتوفي في 12 مارس 1973.